# Deutsche Handballmeisterschaft 1965
Die Deutsche Handballmeisterschaft 1965 war die 16. vom DHB ausgerichtete Endrunde um die Deutsche Meisterschaft im Hallenhandball der Männer. Sie wurde in einem Rundenturnier zwischen dem 20. Februar und dem 14. März an verschiedenen Spielorten ausgespielt; das Endspiel fand am 14. März vor mehr als 4.000 Zuschauern in der Killesberghalle in Stuttgart statt.
Der TC Frisch Auf Göppingen, im Vorjahr nicht qualifiziert, meldete sich erfolgreich zurück. Mit einem knappen 13:12 im Endspiel gegen den TSV Grün-Weiß Dankersen wurde Frisch Auf zum siebten Mal in der Vereinsgeschichte Deutscher Handballmeister.

## Modus
Zum ersten Mal seit dem Turnier 1954 änderte der Deutsche Handballbund den Endrunden-Modus wieder: In zwei Vorrundengruppen spielten die acht stärksten Mannschaften der Regionalmeisterschaften gegeneinander, die fünf Meister der Regionalverbände, dazu der westdeutsche, der Berliner und der süddeutsche Vizemeister. Die beiden Gruppensieger spielten in einem Endspiel den Deutschen Meister aus; es gab keine Platzierungsspiele.
In der Vorrundengruppe A spielten der TSV Grün-Weiß Dankersen (Regionalverbandsmeister West), der Polizei SV Berlin (Regional-/Landesverbandsmeister Berlin), die SG Leutershausen (Vizemeister Regionalverband Süd) und der TuS 1860 Neunkirchen (Regionalverbandsmeister Südwest).
In der anderen Gruppe trafen der Titelverteidiger Berliner SV 1892 (Vizemeister Regional-/Landesverband Berlin), der TC Frisch Auf Göppingen (Regionalverbandsmeister Süd), der VfL Gummersbach (Vizemeister Regionalverband West) und der THW Kiel (Regionalverbandsmeister Nord) aufeinander.
Die Spieldauer betrug in diesem Jahr erstmals die seither im Hallenhandball üblichen 2 × 30 Minuten.

## Turnierverlauf
In beiden Vorrundengruppen setzten sich die späteren Finalgegner aus Dankersen und Göppingen ungeschlagen durch:
In der Gruppe A demonstrierte der westdeutsche Meister Grün-Weiß Dankersen dabei gleich im ersten Spiel gegen den Polizeiverein aus Berlin seine ganze Klasse und warf beeindruckende 15 Tore mehr als der Gegner. In den beiden anderen Spielen gegen die vermeintlich schwächeren Gegner aus Leutershausen und Neunkirchen dagegen tat Dankersen sich schwer und siegte jeweils nur knapp mit einem Tor Unterschied. Ausschlaggebend für den Erfolg der Grün-Weißen war die Abschlussstärke des Ausnahme-Spielers Herbert Lübking.
In Gruppe B setzte sich Göppingen direkt im ersten Spiel überzeugend gegen den Titelverteidiger Berliner SV durch, während die ambitionierten Gummersbacher gegen den Altmeister aus Kiel nicht über ein Unentschieden hinaus kamen. Im direkten Vergleich siegte Frisch Auf dann gegen Gummersbach klar und besiegte am letzten Spieltag schließlich auch den THW Kiel in einem von Taktik und Sicherheitsdenken geprägten Geduldsspiel.
Die beiden Mannschaften, die in den kommenden Spielzeiten den Hallenhandball in der Bundesrepublik Deutschland prägen sollten, meldeten 1965 erste Ansprüche an: Die SG Leutershausen und der VfL Gummersbach wurden in ihren Gruppen jeweilige Zweite.
Da die große Zeit der Göppinger vorbei zu sein schien – die Kempa-Buben „waren langsam in die Jahre gekommen“ – und der Gegner mit Lübking den überragenden Spieler dieser Jahre in seinen Reihen hatte, war Dankersen im Finale leicht favorisiert. Die Göppinger zeigten sich in einem engen Spiel aber cleverer und setzten wenige Sekunden vor dem Schlusspfiff den Siegtreffer.

### Vorrunde Gruppe A
20. Februar
TSV Grün-Weiß Dankersen – Polizei SV Berlin: 33:18 (in Münster)
SG Leutershausen – TuS 1860 Neunkirchen: 17:15 (in Münster)
21. Februar
TSV Grün-Weiß Dankersen – SG Leutershausen: 14:13 (in Hannover)
Polizei SV Berlin – TuS 1860 Neunkirchen: 20:14 (in Hannover)
27. Februar
TuS 1860 Neunkirchen – TSV Grün-Weiß Dankersen: 21:22 (in St. Ingbert)
SG Leutershausen – Polizei SV Berlin: 23:12 (in Bietigheim)
|    | Abschlusstabelle Gruppe A | Sp. | S | U | N | Tore  | Diff. | Punkte |
| -- | ------------------------- | --- | - | - | - | ----- | ----- | ------ |
| 1. | TSV Grün-Weiß Dankersen   | 3   | 3 | 0 | 0 | 69:52 | +17   | 6:0    |
| 2. | SG Leutershausen          | 3   | 2 | 0 | 1 | 53:41 | +12   | 4:2    |
| 3. | Polizei SV Berlin         | 3   | 1 | 0 | 2 | 50:70 | −20   | 2:4    |
| 4. | TuS 1860 Neunkirchen      | 3   | 0 | 0 | 3 | 50:59 | −9    | 0:6    |

### Vorrunde Gruppe B
20. Februar
TC Frisch Auf Göppingen – Berliner SV 1892: 13:8 (in Köln)
VfL Gummersbach – THW Kiel: 13:13 (in Köln)
21. Februar
VfL Gummersbach – TC Frisch Auf Göppingen: 13:18 (in Dortmund)
Berliner SV 1892 – THW Kiel: 13:7 (in Hannover)
27. Februar
THW Kiel – TC Frisch Auf Göppingen: 8:10 (in Bremen)
VfL Gummersbach – Berliner SV 1892: 16:13 (in Bochum)
|    | Abschlusstabelle Gruppe B | Sp. | S | U | N | Tore  | Diff. | Punkte |
| -- | ------------------------- | --- | - | - | - | ----- | ----- | ------ |
| 1. | TC Frisch Auf Göppingen   | 3   | 3 | 0 | 0 | 41:29 | +12   | 6:0    |
| 2. | VfL Gummersbach           | 3   | 1 | 1 | 1 | 42:44 | −2    | 3:3    |
| 3. | Berliner SV 1892          | 3   | 1 | 0 | 2 | 34:36 | −2    | 2:4    |
| 4. | THW Kiel                  | 3   | 0 | 1 | 2 | 28:36 | −8    | 1:5    |

### Endspiel
14. März
TC Frisch Auf Göppingen – TSV Grün-Weiß Dankersen: 13:12 (in Stuttgart)